# 매일홀딩스
매일홀딩스 주식회사는 대한민국의 유가공 지주회사이다.

## 같이 보기
- 매일유업